# Dioscorea gillettii
Dioscorea gillettii là một loài thực vật có hoa trong họ Dioscoreaceae. Loài này được Milne-Redh. mô tả khoa học đầu tiên năm 1963.